# Luiza von Thurn und Taxis
Luiza (Ludwika) von Thurn und Taxis, właśc. Luisa Mathilde Wilhelmine Marie Maximiliane (ur. 1 czerwca 1859, Zamek Taxis, Dischingen, Królestwo Wirtembergii, zm. 20 czerwca 1948 w Sigmaringen, Niemcy) – księżniczka Thurn und Taxis.
Księżniczka, członkini rodu Thurn und Taxis z urodzenia, oraz księżna Hohenzollern-Sigmaringen poprzez małżeństwo z księciem Fryderykiem von Hohenzollern-Sigmaringen.

## Życiorys
Była najstarszą córką Maximiliana Antona Lamorala von Thurn und Taxis i Heleny Bawarskiej, siostry cesarzowej Elżbiety.
21 czerwca 1879 w Ratyzbonie poślubiła księcia Fryderyka von Hohenzollern-Sigmaringen (1843–1904), najmłodszego syna Karola Antoniego, księcia Hohenzollern i księżniczki Józefiny Badeńskiej. Para nie miała dzieci.